# كأس السوبر الأرجنتيني
كأس السوبر الأرجنتيني هي بطولة رسمية في رياضة كرة القدم من قبل اتحاد كرة القدم الأرجنتيني منذ عام 2012. وهي عبارة عن مباراة واحدة على أرض محايدة، وفي حالة التعادل يتم اللجوء إلى ركلات الترجيح. وتكون المباراة بين بطل كأس الأرجنتين والفائز ببطولة الدوري. وفي حالة ما إذا كان نفس الفريق فائزًا بكل من الكأس والدوري يكون خصمه وصيف الدوري.
أقيمت البطولة لأول مرة في نوفمبر 2012 بين فريقي بوكا جونيورز وأرسنال ساراندي، وفاز بها أرسنال ساراندي بركلات الترجيح بنتيجة 4–3 بعد انتهاء الوقت الأصلي بالتعادل السلبي بين الفريقين. وكانت النسخة الثانية في يناير 2014 بين فريقي أرسنال ساراندي وفيليز سارسفيلد وانتهت بفوز فريق فيليز سارسفيلد بهدف أحرزه اللاعب هيكتور كانتيروس.

## تاريخ البطولة
ظهرت فكرة "كأس السوبر" الأرجنتيني في عام 2012 عندما أنشأ الاتحاد الأرجنتيني لكرة القدم (AFA)، في محاولة لجلب الابتكار إلى النظام الحالي، مسابقة يتنافس عليها أبطال الدوري الأرجنتيني وكأس الأرجنتين، مستوحاة من بطولات. في الدول الأوروبية.
أقيم أول كأس السوبر في نفس العام عندما واجه بوكا جونيورز (بطل كأس الأرجنتين الذي أعيد إطلاقه في 2011) أرسنال ساراندي (بطل 2012 Torneo Clausura) في Estadio Bicentenario في سان فرناندو ديل فالي دي كاتاماركا. مع انتهاء المباراة بالتعادل 0-0، تم تحديد الفائز بركلات الترجيح التي فاز بها آرسنال 4-3 مما سمح للنادي بالفوز بأول كأس وطني له على الإطلاق. كان حارس المرمى كريستيان كامبيستريني أثمن لاعب في أرسنال بعد أن أوقف ثلاث ركلات جزاء.
بالنسبة للبطولة الثانية عام 2012، عدل الاتحاد الأرجنتيني لكرة القدم نظامه الأساسي للسماح للفائز بكأس 2013 Copa Campeonato (المعروف أيضًا باسم "Superfinal") باللعب ضد الفائز بكأس الأرجنتين. كان "النهائي" عبارة عن كأس وطني قصير العمر يتنافس فيه أبطال البطولات الرسمية والنهائية لتحديد بطل الموسم بأكمله. على الرغم من أن كوبا كامبوناتو كانت في الواقع كأسًا وطنيًا، نسخة 2013 التي فاز بها فيليز سارسفيلد بفوزه على نيويلز أولد بويز اعتبرها الاتحاد الآسيوي لكرة القدم لقبًا للدوري، لذلك لعب فيليز سارزفيلد كأس السوبر كبطل دوري الدرجة الأولى.
نظرًا لأن بطولة كأس الأرجنتين 2019-20 قد تأخرت بسبب جائحة كوفيد 19 (انتهى في ديسمبر 2021، وفاز بها بوكا جونيورز)، فإن الاتحاد الأرجنتيني لكرة القدم لم يستضيف كأس السوبر 2020. بدلاً من ذلك، اختارت الاتحاد عقد بطولة 2021، وجدولتها في مارس 2022. ومع ذلك، لم يتم لعب المباراة بسبب مشاكل في الجدولة.
في أكتوبر 2022، أُعلن أن بطولة كأس سوبر ستقام في أبو ظبي، الإمارات العربية المتحدة، بعد اتفاق بين الاتحاد الأرجنتيني لكرة القدم (AFA) ومجلس أبو ظبي للرياضة الذي يتضمن أربع بطولات من المسابقة (حتى عام 2022- 2026). بعد شهرين من ذلك أعلن الاتحاد الآسيوي لكرة القدم أن الفائز في Trofeo de Campeones (نادي راسينغ في 2022) سيخوض البطولة تاركًا الفائز بكأس الأرجنتين (نادي أتلتيكو باتروناتو في عام 2022) خارج المنافسة. ولم يتم إبداء أسباب بعد القرار.
أخيرًا، أنشأ الاتحاد الأرجنتيني لكرة القدم بطولة دولية من كأس السوبر اطلق عليها اسم "سوبركوبا انترناسيونال" التي ستقام في أبو ظبي للوفاء بالالتزام السابق، المتنافس عليها بين الفائزين في Primera División و Trofeo de Campeones. [11] من ناحية أخرى، مع استمرار كاس السوبر في الأرجنتين كالمعتاد.

## المباريات
|    | العام | الفائز                                        | النتيجة                                       | الوصيف                                        | التاريخ                                       | الملعب                                        | المدينة                                       | المراجع                                       |
| -- | ----- | --------------------------------------------- | --------------------------------------------- | --------------------------------------------- | --------------------------------------------- | --------------------------------------------- | --------------------------------------------- | --------------------------------------------- |
| 1  | 2012  | أرسنال ساراندي                                | 0–0 (4–3 ر.ج)                                 | بوكا جونيورز                                  | 7 نوفمبر 2012                                 | بيسينتيناريو سيوداد دي كاتاماركا              | كاتاماركا                                     | [ 12 ] [ 13 ]                                 |
| 2  | 2013  | فيليز سارسفيلد                                | 1–0                                           | أرسنال ساراندي                                | 31 يناير 2014                                 | خوان خيلبرتو فونيس                            | سان لويس                                      | [ 14 ] [ 15 ]                                 |
| 3  | 2014  | هوراكان                                       | 1–0                                           | ريفر بليت                                     | 25 أبريل 2015                                 | سان خوان ديل بيسينتيناريو                     | سان خوان                                      | [ 16 ]                                        |
| 4  | 2015  | سان لورينزو                                   | 4–0                                           | بوكا جونيورز                                  | 10 فبراير 2016                                | ماريو ألبيرتو كيمبس                           | قرطبة                                         |                                               |
| 5  | 2016  | لانوس                                         | 3–0                                           | ريفر بليت                                     | 4 فبراير 2017                                 | سيوداد دي لا بلاتا                            | لابلاتا                                       |                                               |
| 6  | 2017  | ريفر بليت                                     | 2–0                                           | بوكا جونيورز                                  | 14 مارس 2018                                  | ملعب مالفيناس أرخنتيناس                       | مندوزا                                        |                                               |
| 77 | 2018  | بوكا جونيورز                                  | 0–0 (6–5 ر.ج)                                 | روزاريو سنترال                                | 2 مايو 2019                                   | ملعب مالفيناس أرخنتيناس                       | مندوزا                                        |                                               |
| 8  | 2019  | ريفر بليت                                     | 5–0                                           | راسينغ                                        | 4 مارس 2021                                   | ملعب أونيكو مادري دي سيوداديس                 | سانتياغو ديل استيرو                           |                                               |
| -  | 2020  | (لم تقم بسبب جائحة فيروس كورونا في الأرجنتين) | (لم تقم بسبب جائحة فيروس كورونا في الأرجنتين) | (لم تقم بسبب جائحة فيروس كورونا في الأرجنتين) | (لم تقم بسبب جائحة فيروس كورونا في الأرجنتين) | (لم تقم بسبب جائحة فيروس كورونا في الأرجنتين) | (لم تقم بسبب جائحة فيروس كورونا في الأرجنتين) | (لم تقم بسبب جائحة فيروس كورونا في الأرجنتين) |
| -  | 2021  | (لم يتم عقده بسبب مشاكل في الجدول الزمني)     | (لم يتم عقده بسبب مشاكل في الجدول الزمني)     | (لم يتم عقده بسبب مشاكل في الجدول الزمني)     | (لم يتم عقده بسبب مشاكل في الجدول الزمني)     | (لم يتم عقده بسبب مشاكل في الجدول الزمني)     | (لم يتم عقده بسبب مشاكل في الجدول الزمني)     | (لم يتم عقده بسبب مشاكل في الجدول الزمني)     |
| 9  | 2022  | بوكا جونيورز (2) (PD)                         | 3–0                                           | Patronato (CA)                                | ملعب أم المدن الفريد ‏                         | سانتياغو ديل استيرو                           |                                               |                                               |
| 10 |       | River Plate (3) (PD)                          | 2–1                                           | Estudiantes (LP) (CA)                         | Mario A. Kempes                               | Córdoba                                       |                                               |                                               |

## سجل الأبطال
| النادي         | البطل | الوصيف | سنوات البطولة | سنوات الوصافة    |
| -------------- | ----- | ------ | ------------- | ---------------- |
| ريفر بليت      | 2     | 2      | 2017، 2019    | 2014، 2016       |
| بوكا جونيورز   | 1     | 3      | 2018          | 2012، 2015، 2017 |
| أرسنال ساراندي | 1     | 1      | 2012          | 2013             |
| فيليز سارسفيلد | 1     | 0      | 2013          | —                |
| هوراكان        | 1     | 0      | 2014          | —                |
| سان لورينزو    | 1     | 0      | 2015          | —                |
| لانوس          | 1     | 0      | 2016          | —                |
| روزاريو سنترال | 0     | 1      | —             | 2018             |
| راسينغ         | 0     | 1      | —             | 2019             |